# T'Challa (Marvel Cinematic Universe)
T'Challa è un personaggio interpretato da Chadwick Boseman nel media franchise del Marvel Cinematic Universe (MCU), basato sull'omonimo personaggio di Marvel Comics. È il re del Wakanda, una ricca e immaginaria nazione africana, nonché protettore del Paese nei panni dell'eroe Black Panther. Dopo un iniziale conflitto con gli Avengers, diventa un fondamentale e prezioso alleato della squadra nella guerra contro Thanos, prima di morire a causa di una malattia incurabile.
Il ruolo di Boseman nei panni di T'Challa è stato lodato per essere stato uno dei primi supereroi neri in un film ad alto budget (nonostante non fosse il primo film con protagonista un supereroe nero, a causa dei precedenti di Michael Jai White in Spawn e di Wesley Snipes nella trilogia di Blade); l'interpretazione di Boseman del personaggio ha ricevuto il plauso della critica, e il suo film titolare, alla sua uscita, è diventato il nono film di maggior incasso di tutti i tempi.

## Biografia del personaggio

### Primi anni
T'Challa nasce nel Wakanda, come figlio primogenito dei sovrani T'Chaka e Ramonda, pertanto destinato a ereditare il trono e il ruolo di Black Panther, protettore del Paese. Ha una sorella minore di nome Shuri.

### La guerra civile tra gli Avengers
Nel 2016, T'Challa si reca a Vienna con suo padre per rettificare gli accordi di Sokovia, iniziativa promossa dall'ONU per regolare l'attività dei supereroi. Durante la conferenza, una bomba fatta esplodere in un atto terroristico uccide T'Chaka e i filmati di sicurezza indicano Bucky Barnes come colpevole. T'Challa giura di vendicare il genitore, quindi veste i panni di Black Panther e bracca Barnes, scontrandosi con Steve Rogers e Sam Wilson che cercano di proteggerlo, finché tutti e quattro non vengono arrestati dalla polizia di Bucarest guidata da James Rhodes. Helmut Zemo, il vero responsabile della morte di T'Chaka, si traveste da psichiatra per parlare con Bucky e attivare così il suo condizionamento mentale indotto dall'Hydra, facendolo scatenare nell'edificio; T'Challa combatte brevemente contro Barnes, il quale poi viene fermato da Rogers e portato via. Tony Stark recluta T'Challa con Natasha Romanoff, Rhodes, Visione e Peter Parker per catturare Rogers e gli altri Avengers che hanno rifiutato gli accordi per dare la caccia a Zemo. La fazione di Iron Man si scontra quella di Rogers (che comprende Barnes, Wilson, Clint Barton, Wanda Maximoff e Scott Lang) all'aeroporto di Lipsia/Halle. Steve e Bucky riescono a scappare e T'Challa quasi li ferma, venendo bloccato da Romanoff che tradisce la sua fazione essendo contraria al conflitto. Dopo aver denunciato la diserzione di Romanoff al governo, T'Challa segue di nascosto Stark quando si reca in Siberia per raggiungere Rogers e Barnes nell'inseguimento a Zemo. Quest'ultimo provoca uno scontro tra il trio rivelando che Bucky, sotto controllo mentale, anni addietro aveva ucciso i genitori di Tony, poi viene raggiunto da T'Challa, che ha scoperto che è lui il responsabile della morte di suo padre. Zemo spiega di aver architettato la distruzione degli Avengers per vendicarsi della morte della sua famiglia, avvenuta durante la battaglia di Sokovia contro Ultron. Rendendosi conto dell'effetto che la vendetta ha avuto su tutti loro, T'Challa decide di non uccidere Zemo e gli impedisce di suicidarsi per consegnarlo alle autorità. Successivamente fa pace con Rogers e Barnes e ospita Bucky nel Wakanda per tenerlo in ibernazione finché non troveranno una cura per il suo condizionamento mentale.

### Re del Wakanda
Con la morte di T'Chaka, T'Challa diventa il re del Wakanda. Si sottopone al consueto rito per la corona, assistito dalle Dora Milaje, Ramonda, Shuri e dalla sua ex amante Nakia; alla cerimonia M'Baku, il leader della tribù rinnegata Jabari, sfida T'Challa per la corona in un combattimento rituale e T'Challa lo sconfigge, convincendolo ad arrendersi così da risparmiargli la vita.
Ulysses Klaue, trafficante di vibranio che più volte si è inimicato il Wakanda, ruba un manufatto wakandiano da un museo londinese e T'Challa si dirige con la comandante delle Dora Milaje Okoye e Nakia a Pusan, in Corea del Sud, per catturare Klaue. Nello scontro che ne segue viene coinvolta la CIA e Klaue viene preso in custodia dall'agente Everett Ross. Erik Killmonger, un complice di Klaue, lo fa evadere in un attacco nel quale Ross resta ferito per proteggere Nakia; data la ferita mortale dell'uomo, T'Challa decide di portarlo in Wakanda per affidarlo alle cure di Shuri. T'Challa apprende che suo zio N'Jobu aveva pianificato di condividere la tecnologia del Wakanda con persone di origine africana in tutto il mondo per vendicarsi dell'oppressione subita nei secoli, ma era stato ucciso da T'Chaka, che poi aveva lasciato solo negli Stati Uniti il giovane figlio del fratello, in quanto non apparteneva al Wakanda e non voleva rivelare a nessuno l'esistenza del Paese. Killmonger si presenta nel Wakanda con il corpo di Klaue, da lui ucciso, e rivela di essere il figlio di N'Jobu; dopo la morte del padre, è cresciuto unendosi all'esercito e ora vuole contendersi il trono con T'Challa. Nello scontro rituale, Killmonger apparentemente riesce a eliminare T'Challa gettandolo da un precipizio, ma il re sopravvive, pur finendo in coma. I Jabari lo salvano come segno di riconoscenza per aver risparmiato M'Baku in precedenza e Ramonda, Shuri e Nakia gli sommistrano l'ultima dose dell'erba a forma di cuore. T'Challa si trova nel Piano Astrale dove i suoi antenati lo invitano a unirsi a loro nella morte, ma T'Challa rifiuta con rabbia, accusandoli di aver agito in modo egoistico voltando le spalle al mondo. Una volta risvegliatosi, T'Challa indossa i panni di Black Panther e affronta Killmonger con l'aiuto di Shuri, Nakia, delle Dora Milake e dei Jabari, riuscendo a sconfiggerlo. Porta Killmonger, ferito mortalmente, ad assistere al tramonto del Wakanda e Killmonger rifiuta eventuali cure che potrebbero salvarlo in quanto vuole morire da uomo libero.
T'Challa decide di aprire il Wakanda e le sue risorse al resto del mondo, costruendo una serie di centri di sensibilizzazione negli Stati Uniti e facendo un discorso alle Nazioni Unite. Nello stesso periodo, ha un figlio con Nakia, chiamato Touissant o, in wakandiano, T'Challa II; per tenere il bambino lontano dai doveri del trono, i genitori si accordano affinché Nakia lo cresca in segreto ad Haiti.

### La guerra dell'infinito
Nel 2018, T'Challa viene contattato da Rogers, Romanoff, Wilson, Rhodes, Bruce Banner, Wanda Maximoff e Visione, i quali lo avvertono dell'imminente minaccia del Titano Pazzo Thanos, in cerca delle sei Gemme dell'Infinito con cui sterminare metà della popolazione dell'universo. La Gemma della Mente si trova incastonata nella fronte di Visione, quindi il gruppo si dirige nel Wakanda affinché Shuri possa estrarla dall'androide senza ucciderlo per poi distruggerla in sicurezza. L'Ordine Nero ai servigi di Thanos si presenta con un esercito di alieni Outrider e iniziano a sfondare le barriere del Wakanda, quindi gli eroi li affrontano in uno scontro diretto assieme a Barnes, alle Dora Milaje e ai Jabari, sotto la guida di T'Challa, Okoye e M'Baku. T'Challa assiste all'arrivo sulla Terra di Thor, Rocket e Groot in loro aiuto e, quando Thanos si presenta con cinque delle sei Gemme, cerca di combatterlo venendo facilmente sopraffatto. Il titano uccide Visione e si impossessa della Gemma della Mente, riuscendo così a compiere il suo scopo: T'Challa cade vittima del Blip disintegrandosi in particelle di polvere davanti agli occhi di Okoye.
Nel 2023, gli Avengers superstiti riescono a recuperare le Gemme dell'Infinito dal passato attraverso una macchina del tempo che sfrutta il regno quantico e Banner utilizza le Gemme per riportare in vita gli scomparsi di cinque anni prima. Quando una versione del 2014 di Thanos e del suo esercito giungono nel presente, Stephen Strange apre numerosi portali per teletrasportare sul posto tutti gli alleati degli Avengers e T'Challa è il primo a giungere sul posto con Shuri e Okoye al comando degli eserciti del Wakanda. Durante la battaglia finale prende il Guanto dell'Infinito da Barton per portarlo al sicuro da Thanos; viene messo in difficoltà da Fauce d'Ebano e quasi raggiunto da Thanos, venendo però protetto da Maximoff. In seguito T'Challa partecipa con Shuri e Okoye al funerale di Stark, sacrificatosi per sconfiggere Thanos, e torna in Wakanda dove lui e la sorella si ricongiungono con Ramonda.

### Morte ed eredità
Tempo dopo, T'Challa viene afflitto da una grave malattia sconosciuta, che mantiene inizialmente segreta prima di chiedere aiuto a sua sorella. Usa il tempo rimastogli per stare con Nakia e suo figlio e prepararli alla sua imminente scomparsa. Alla fine muore nonostante i tentativi di Shuri di trovare una cura. La sua morte getta profondo sconforto in quest'ultima e porta numerosi Paesi del mondo a cercare di attaccare il Wakanda, ritenendo che si sia indebolito senza più il suo protettore, per sottrargli il vibrano. Successivamente, Shuri riesce a sintetizzare una nuova erba a forma di cuore e assume i panni di Black Panther, sconfiggendo così Namor. Riesce poi a fare pace con la morte di T'Challa e di Ramonda (morta anche lei durante lo scontro con Namor) e Nakia gli presenta il nipote Touissant, che Ramonda aveva già conosciuto.

## Versioni alternative
Diverse varianti di T'Challa presenti nel multiverso appaiono nella serie animata What if...?, sempre doppiate da Boseman in lingua originale.

### Star-Lord
In un 1988 alternativo, i Ravagers guidati da Yondu Udonta vengono inviati sulla Terra dal Celestiale Ego per recuperare suo figlio Peter Quill, ma fanno confusione e rapiscono per errore il piccolo T'Challa. Quest'ultimo, stanco di rimanere confinato in Wakanda, esprime il desiderio di esplorare l'universo e Yondu lo fa rimanere. Vent'anni dopo, T'Challa è diventato un famoso mercenario galattico fuorilegge sotto l'alias di Star-Lord; i Ravagers sotto la sua guida sono diventati più benevoli, assistendo la popolazione della galassia salvando pianeti e persone da varie minacce. Tra le altre cose, ha convinto con la diplomazia Thanos a rinunciare ai suoi propositi genocidi, facendolo diventare un membro della squadra. Un giorno, T'Challa recupera su Morag l'Orb contenente la Gemma del potere e viene avvicinato da Nebula, che gli propone di rubare una sostanza in grado di dare vita agli ecosistemi dal Collezionista. Nel covo del criminale, T'Challa trova un'astronave wakandiana contenente un messaggio registrato di T'Chaka dal quale apprende che non ha mai smesso di cercarlo. Inizialmente infuriato con Yondu per avergli mentito riguardo alle circostanze del suo prelievo dalla Terra, si allea poi con lui per sconfiggere il Collezionista. In seguito a ciò, T'Challa e i Ravagers tornano nel Wakanda sulla Terra, dove l'uomo si ricongiunge con la famiglia.
Successivamente, Ego arriva sulla Terra per sfruttare il potere di Peter Quill per colonizzare vari pianeti e T'Challa lo combatte con i Ravagers prima di essere reclutato dall'Osservatore, che lo ha scelto come membro dei Guardiani del Multiverso con la missione di sconfiggere una pericolosa variante di Ultron che è entrato in possesso delle Gemme dell'Infinito e vuole distruggere ogni forma di vita nel multiverso. T'Challa si unisce al Dottor Strange supremo, Captain Carter, Thor, Gamora e Killmonger in una battaglia contro Ultron, scontro al quale si aggiunge la Natasha Romanoff di un altro universo. Nonostante riescano a vincere sfruttando l'intelligenza artificiale di Arnim Zola per contaminare il corpo robotico di Ultron, Killmonger tradisce gli alleati e si contende le Gemme con Zola. Strange e l'Osservatore, avendo previsto tale esito, rinchiudono i due in una dimensione tascabile dove si scontreranno in eterno e T'Challa torna nel suo universo, dove salva Quill.

### Epidemia di zombi
In un 2018 alternativo, un virus proveniente dal regno quantico si diffonde sulla Terra in seguito al tentativo di Hank Pym di salvare la moglie Janet Van Dyne; tale virus trasforma le persone in zombie. T'Challa, insieme agli Avengers, si dirige a San Francisco per cercare di fermare l'orda di zombie ed è tra i pochi a sopravvivere. Rintraccia un segnale che potrebbe portare a una cura, ma ciò si rivela una trappola di Visione, il quale intende usare il suo corpo come nutrimento per l'amata Wanda, divenuta una zombie così potente da non poter essere curata. Un gruppo di eroi superstiti raggiunge il posto e scopre il piano di Visione e T'Challa, mutilato a una gamba, viene tratto in salvo. Lui, Peter Parker e Scott Lang scampano al pericolo e si dirigono in Wakanda con la Gemma della Mente per mandare un segnale in grado di curare la popolazione, senza sapere che ad attenderli c'è un Thanos zombificato.

### Guerra con gli Stati Uniti
In un 2010 alternativo, T'Challa cerca di tendere un'imboscata a Klaue, il quale intende vibranio al colonnello Rhodes, rappresentante degli Stati Uniti. Lo scambio si rivela essere una trappola di Killmonger, che uccide sia T'Challa che Rhodes per scatenare una guerra tra gli Stati Uniti e il Wakanda. In Wakanda si tiene un funerale per T'Challa e Killmonger convince la popolazione che siano gli Stati Uniti ad aver dato inizio al conflitto. Guadagnatasi la fiducia della famiglia reale, Killmonger assume il ruolo di Black Panther e incontra T'Challa nel Piano Astrale durante la cerimonia di iniziazione; T'Challa lo rimprovera per le sue azioni, affermando che verrà consumato dalla sete di potere.

## Concezione e sviluppo
Stan Lee e Jack Kirby crearono Black Panther a metà degli anni sessanta, in quanto Lee desiderava includere più personaggi africani e afroamericani nei fumetti Marvel. In un'intervista del 1998, Lee ha spiegato la sua motivazione: "Non stavo pensando ai diritti civili. Avevo molti amici neri e avevamo artisti neri. Quindi mi è venuto in mente... perché non ci sono eroi neri?".  Il nome supereroistico, Black Panther, è stato ispirato da un eroe d'avventura pulp accompagnato da una pantera nera come aiutante. Il concept art originale di Kirby del personaggio aveva come nome "Coal Tiger", che successivamente sarebbe diventato un altro supereroe Marvel. Altre figure che influenzarono Black Panther includono il sultano dell'Impero del Mali del XIV secolo Mansa Musa e l'attivista giamaicano del XX secolo Marcus Garvey, oltre che a figure bibliche come Cam e Canaan.
Ci fu un dibattito interno nella Marvel sui rischi commerciali relativi all'introduzione di un supereroe nero. Nella prima versione della copertina di Fantastic Four n. 52, Black Panther indossava un cappuccio che lasciava scoperto il viso. Nella versione pubblicata, il cappuccio è diventato una maschera per coprire interamente il volto; tale illustrazione non era stata usata nelle anteprime dei fumetti precedenti, probabilmente a causa dell'insicurezza della Marvel di anticipare l'arrivo del personaggio. Dopo il suo debutto in Fantastic Four n. 52–53 (nell'estate del 1966) e le successive apparizioni come ospite in Fantastic Four Annual n. 5 (nel 1967) e con Capitan America in Tales of Suspense n. 97-100 (tra il gennaio e l'aprile del 1968), Black Panther venne trasferito dalla sua nativa nazione africana del Wakanda a New York, dove si unisce ai Vendicatori in The Avengers n. 52, apparendo così nella testata dedicata alla squadra negli anni seguenti.
Nel 2004, David Maisel venne assunto come direttore operativo dei Marvel Studios, in quanto aveva un piano per lo studio di autofinanziare i film. La Marvel ha stipulato una struttura di debito pro soluto con Merrill Lynch, in base alla quale la Marvel ha ottenuto 525 milioni di dollari per realizzare un massimo di dieci film basati sulle proprietà della società in otto anni, garantiti da alcuni diritti cinematografici per un totale di dieci personaggi, incluso T'Challa.

### Casting e interpretazione

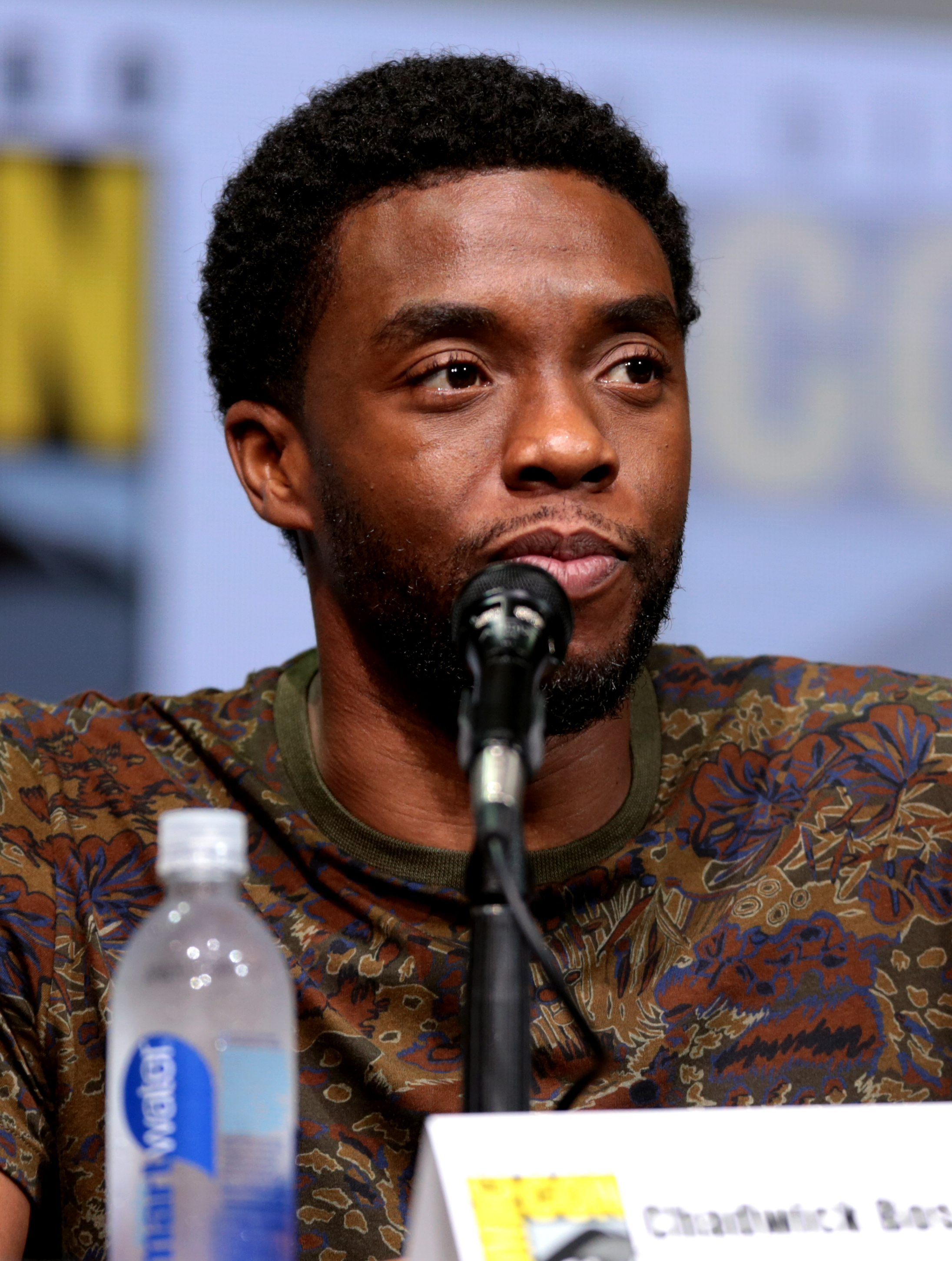
Chadwick Boseman durante la promozione di Black Panther al San Diego Comic-Con del 2017

Chadwick Boseman ha interpretato T'Challa all'interno del Marvel Cinematic Universe, apparendo per la prima volta in Captain America: Civil War del 2016. Il personaggio possiede poteri speciali consistenti in una maggiore velocità, resistenza e forza, grazie ai quali può tenere testa ai supersoldati; tali poteri derivano dalla consumazione della mistica erba a forma di cuore, come nei fumetti. Possiede anche una speciale tuta in vibranio ed è il principe della nazione africana del Wakanda, schieratosi con la fazione di Iron Man per vendicare la morte di suo padre T'Chaka, apparentemente ucciso da Bucky Barnes, amico di Captain America. Il produttore Kevin Feige ha spiegato che il personaggio è stato incluso nel conflitto tra gli Avengers "perché avevamo bisogno di una terza parte. Avevamo bisogno di occhi nuovi che non fossero integrati con gli Avengers e che avessero un punto di vista molto diverso da quello di Tony o Steve". T'Challa è nelle "fasi iniziali dell'assunzione" del mantello di Black Panther,  e appare in un ruolo più rilevante di un cameo, avendo un arco narrativo completo attraverso "il suo stesso conflitto e la sua stessa gente che sta proteggendo". Boseman non ha fatto il provino per il ruolo, ma ha invece avuto una "discussione su cosa [la Marvel] voleva fare e come io l'ho visto e cosa volevo fare". T'Challa è combattuto tra il bisogno di essere all'altezza delle tradizioni e dell'eredità di suo padre e del Wakanda, e di prendere in mano decisioni diverse che si adattino al presente. Boseman sviluppò lui stesso l'accento degli abitanti del wakanda e lo usò durante l'intera produzione, anche al di fuori delle riprese, mentre la lingua wakandiana era basata sulla lingua xhosa, che Boseman apprese da John Kani (che ha interpretato il padre di T'Challa, T'Chaka). Il costume di Black Panther è una combinazione di un costume vero ed effetti visivi, caratterizzato da una trama a maglie in vibranio simile alla cotta di maglia. La costumista Judianna Makovsky ha definito il costume di Black Panther "difficile" perché "avevi bisogno di una specie di corpo felino, ma robusto e pratico allo stesso tempo. Avevi bisogno che trasmettesse qualcosa su una certa cultura, ma di un mondo [il Wakanda] che non stavamo ancora creando, quindi non volevi andare troppo lontano e dire troppo su quel mondo". Inoltre, Makovsky ha ritenuto che creare l'aspetto regale di T'Challa fosse "un po' una sfida", evitando le vesti africane dopo aver appreso che i veri reali africani sono generalmente "educati nell'est e vestiti come in Savile Row". Boseman ha firmato un contratto di cinque film con la Marvel.

## Accoglienza

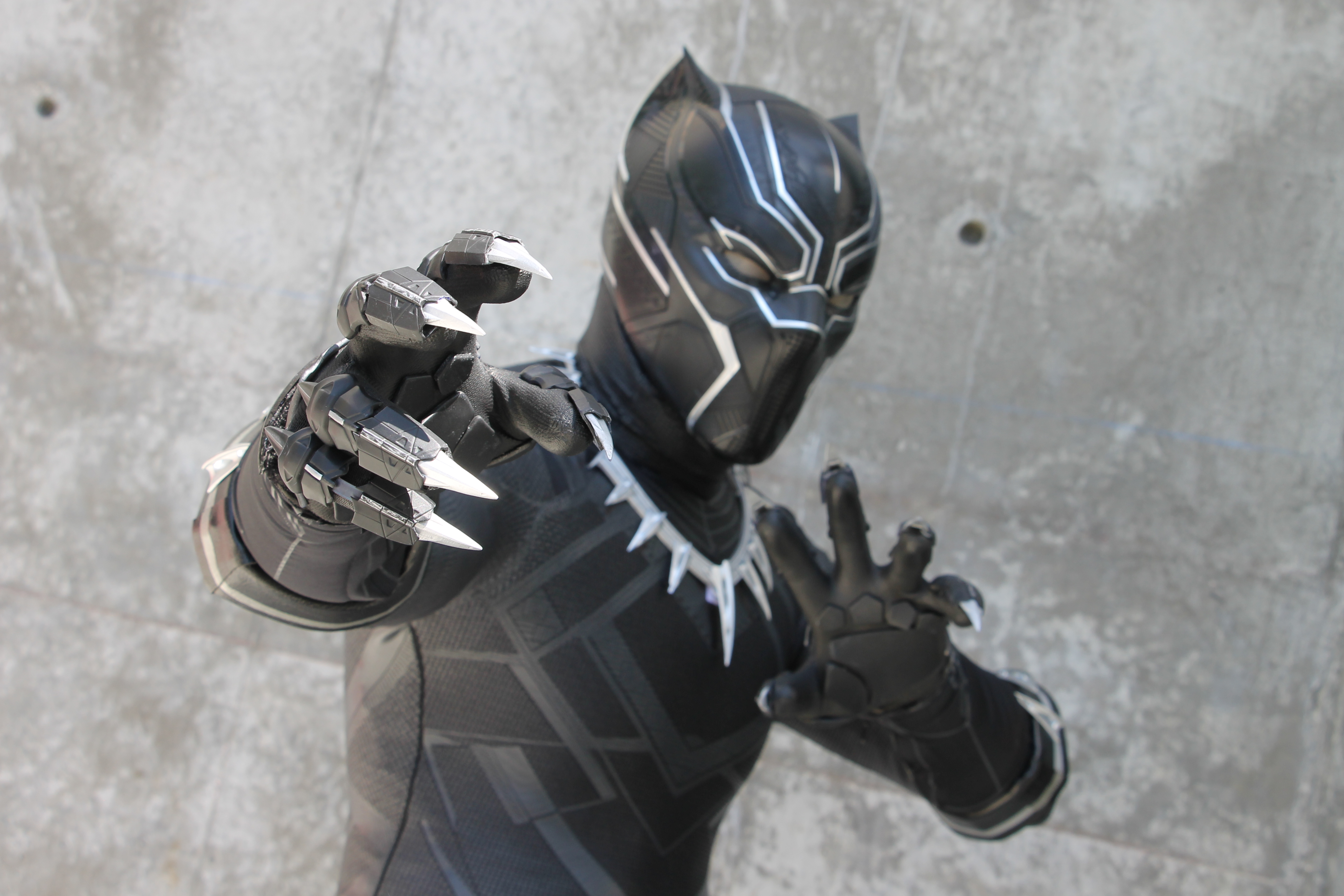
Un cosplay di Black Panther al FanimeCon del 2018

L'interpretazione di Boseman nei panni di T'Challa / Black Panther non solo ha ricevuto il plauso della critica e del pubblico, ma è diventata significativa rappresentando uno dei primi supereroi di origine africana a ottenere un ruolo da protagonista in un film ad alto budget. Con il debutto di T'Challa nell'MCU in Captain America: Civil War, Eliana Dockterman, scrivendo per il Time, ha descritto il significato del personaggio e ha scritto che ha incuriosito il pubblico nel suo ruolo secondario. Due anni dopo, Jamil Smith, anche lui del Time, scrisse che il personaggio di T'Challa e il film di Black Panther in generale erano significativi in quanto mostravano "cosa significa essere neri sia in America che in Africa e, più in generale, nel mondo". Descrive T'Challa come un "re africano immaginario con un potere di guerriglia tecnologico per distruggerti o, peggio, la ricchezza per comprare la tua terra" e ha sostenuto che il film incarnava "le risposte più produttive al fanatismo" mostrando il potenziale delle minoranze, in particolare quelle di origine nera. Allo stesso modo, Todd McCarthy di The Hollywood Reporter ha elogiato la performance di Boseman, affermando che "certamente tiene il passo" tra le ottime interpretazioni di altri attori nel film.

### Riconoscimenti
| Anno | Opera                                      | Premio                              | Categoria                                     | Risultato | Riferimenti   |
| ---- | ------------------------------------------ | ----------------------------------- | --------------------------------------------- | --------- | ------------- |
| 2016 | Captain America: Civil War                 | Teen Choice Awards                  | Miglior intesa in un film                     | Candidato | [ 28 ]        |
| 2016 | Captain America: Civil War                 | Teen Choice Awards                  | Miglior ruba-scena in un film                 | Candidato | [ 28 ]        |
| 2017 | Captain America: Civil War                 | NAACP Image Award                   | Miglior attore/attrice rivelazione in un film | Candidato | [ 29 ]        |
| 2017 | Captain America: Civil War                 | Nickelodeon Kids' Choice Awards     | #SQUAD                                        | Candidato | [ 30 ]        |
| 2017 | Captain America: Civil War                 | Saturn Awards                       | Miglior attore non protagonista               | Candidato | [ 31 ]        |
| 2018 | Black Panther                              | MTV Movie & TV Awards               | Miglior performance in un film                | Vincitore | [ 32 ]        |
| 2018 | Black Panther                              | MTV Movie & TV Awards               | Miglior eroe                                  | Vincitore | [ 32 ]        |
| 2018 | Black Panther                              | MTV Movie & TV Awards               | Miglior combattimento                         | Candidato | [ 32 ]        |
| 2018 | Black Panther                              | MTV Movie & TV Awards               | Miglior performance di gruppo                 | Candidato | [ 32 ]        |
| 2018 | Black Panther                              | BET Awards                          | Miglior attore                                | Vincitore | [ 33 ]        |
| 2018 | Black Panther                              | Saturn Awards                       | Miglior attore                                | Candidato | [ 34 ]        |
| 2018 | Black Panther                              | Teen Choice Awards                  | Miglior attore in un film sci-fi              | Candidato | [ 35 ]        |
| 2018 | Black Panther                              | Teen Choice Awards                  | Choice Movie Ship                             | Candidato | [ 35 ]        |
| 2019 | Black Panther                              | Screen Actors Guild Awards          | Miglior cast cinematografico                  | Vincitore | [ 36 ]        |
| 2019 | Black Panther                              | Black Reel Awards                   | Miglior attore                                | Vincitore | [ 37 ]        |
| 2019 | Black Panther                              | Nickelodeon Kids' Choice Awards     | Attore cinematografico preferito              | Candidato | [ 38 ]        |
| 2019 | Black Panther                              | Nickelodeon Kids' Choice Awards     | Supereroe preferito                           | Candidato | [ 38 ]        |
| 2019 | Black Panther                              | NAACP Image Awards                  | Miglior attore                                | Vincitore | [ 39 ]        |
| 2019 | Avengers: Infinity War e Avengers: Endgame | BET Awards                          | Miglior attore                                | Candidato | [ 40 ]        |
| 2022 | What If...?                                | Primetime Creative Arts Emmy Awards | Miglior doppiatore                            | Vincitore | [ 41 ] [ 42 ] |